# Steigerungsspiel

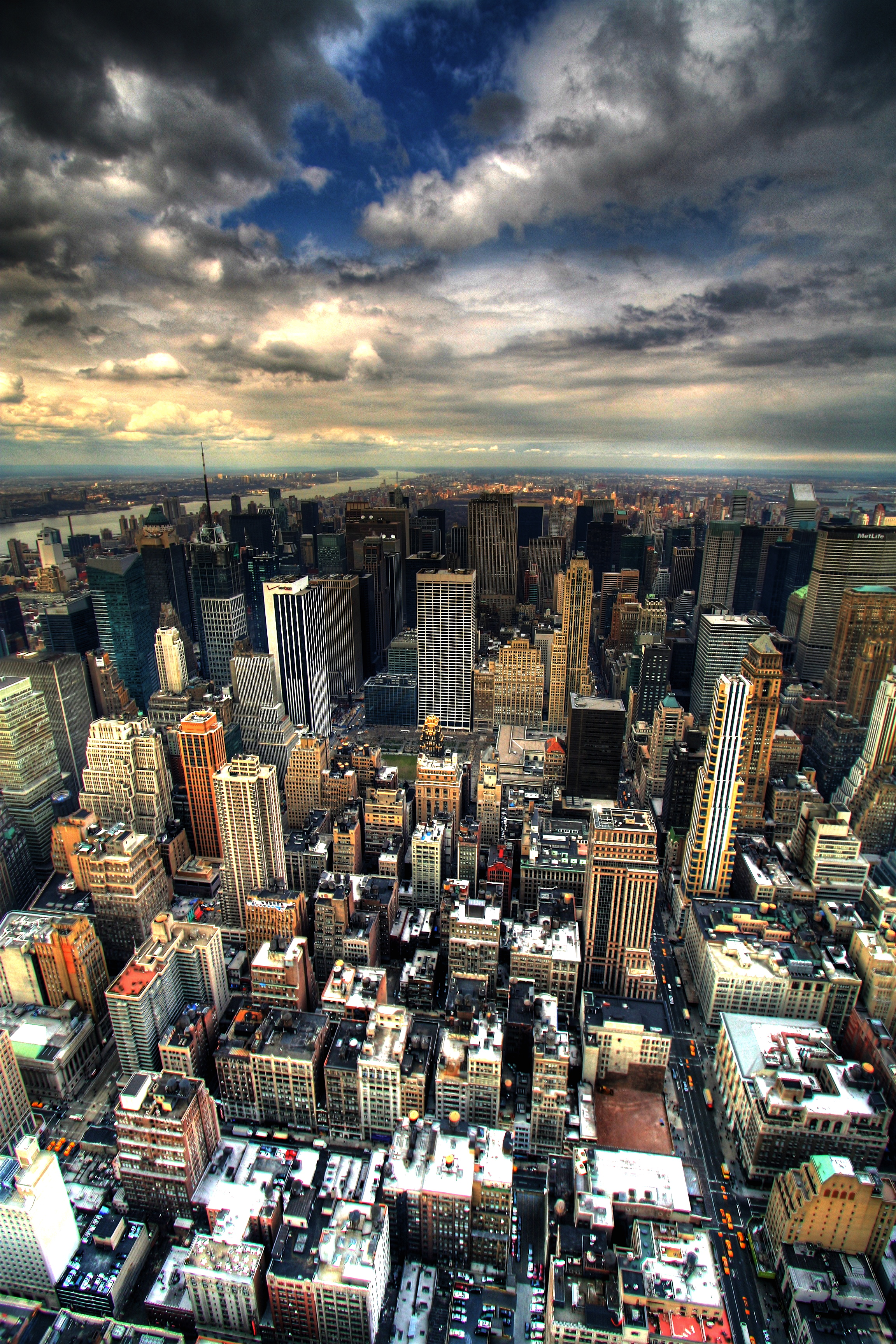
Steigerungsspiel: immer größer, höher, weiter …

Das Steigerungsspiel charakterisiert eine gesellschaftliche Verhaltensweise, die nach und nach alle Lebensbereiche erfasst.
In diesem gesellschaftlichen Spiel agieren alle Mitspieler nach dem Muster, dass sie stets nach lokalen Optimierungen streben, ohne ihre eigentlichen Ziele im Auge zu behalten. Mit eigentlichen Zielen sind zum Beispiel tatsächliche Verbesserungen der Lebensqualität oder Antworten auf die Sinnfrage gemeint. Der Weg wird zum Ziel und die Ankunft wird vergessen. Das Steigerungsspiel ergreift Besitz von unterschiedlichen Bereichen wie Wirtschaft, Politik, Wissenschaft, Massenmedien, zwischenmenschliches Zusammenleben, Konsum usw., es gewinnt immer mehr an Dynamik und verbreitet sich im Rahmen der Globalisierung in alle noch so entfernten Winkel der Welt.
In seinem Buch Die beste aller Welten beschreibt Gerhard Schulze das Steigerungsspiel als das eigentliche Charakteristikum der Moderne.

## Steigerungsspiel und Nachhaltigkeit
Im Kontext des Steigerungsspiels ist der Begriff der Nachhaltigkeit von Bedeutung.
Während Spieler des Steigerungsspiels ihre Aufmerksamkeit ganz auf das Voranschreiten lenken, fordert nachhaltige Entwicklung eine klare Vorstellung des Endzustandes und ressourcenschonende Methoden, um dieses Ziel zu erreichen.
Die Steigerungsgesellschaft ist geprägt von Müllbergen im eigentlichen aber auch im übertragenen Sinn: Wegwerfgesellschaft, akustischer Müll, Informationsüberflutung, immer kürzere Trendzyklen und Moden usw. Demgegenüber fordert nachhaltige Entwicklung eine Entwicklung, welche den Bedürfnissen der heutigen Generation entspricht, ohne die Möglichkeiten künftiger Generationen zu gefährden.
Die Kritik am Steigerungsspiel geht noch weiter: während die Forderung nach nachhaltiger Entwicklung immer noch die Notwendigkeit einer Entwicklung postuliert, fordert sie eine Vision des Zustandes, den man erreichen will, und stellt grundsätzlich in Frage, ob bei begrenzten Ressourcen Entwicklung und Fortschritt unbegrenzt fortgeführt werden können.

## Steigerungsspiel und Moderne
Eine andere These zur Moderne lautet, dass sie durch den Beginn der Industrialisierung eingeleitet würde und im Wesentlichen durch den Kapitalismus und dessen Gegenbewegungen sowie durch die Globalisierung geprägt sei.
Aus dem Blickwinkel des Steigerungsspiels sind Industrialisierung, Kapitalismus und Globalisierung nur Facetten des Spiels, wenn man sich auf wirtschaftliche bzw. politische und ideologische Aspekte beschränkt. Das Steigerungsspiel greift aber auch in anderen Lebensbereichen wie Wissenschaft, Medien, privater Konsum usw. um sich. Mit anderen Worten Industrialisierung, Kapitalismus und Globalisierung beschrieben einige wichtige Aspekte des Steigerungsspiel, sind aber nicht hinreichend zu einer ganzheitlichen Beschreibung der Moderne.
Das Steigerungsspiel zielt vom Ansatz her auf Entgrenzung; der Konsumismus gilt als ein Kernelement des Steigerungsspiels: wichtig seien nicht Bestandsgrößen (zum Beispiel ein Wert, eine Sache oder Reichtum), sondern Stromgrößen (der Mehrwert, der Zuwachs, die Vermehrung des Reichtums).